# Kelurahan Ciseureuh (administrativ by i Indonesien, lat -6,52, long 107,46)
Kelurahan Ciseureuh är en administrativ by i Indonesien.   Den ligger i provinsen Jawa Barat, i den västra delen av landet, 80 km öster om huvudstaden Jakarta.